# Robert McLachlan (entomoloog)
Robert McLachlan (ook wel Mac Lachlan of M'Lachlan; Ongar 10 april 1837 – Lewisham, 23 mei 1904) was een Engelse entomoloog.
Hij was de zoon van Hugh McLachlan. Hij zat op school in Ilford en erfde voldoende geld om zich volledig te kunnen bezighouden met natuurstudie en reizen. Aanvankelijk maakte hij vooral studie van botanie, maar later specialiseerde hij zich in de insecten; met name de netvleugeligen (neuroptera). Hij was de eerste redacteur van het Entomologists' Monthly Magazine.
In 1858 werd McLachlan lid van de Entomological Society of London; van 1868 tot 1872 was hij daarvan secretaris; van 1873-1875 alsmede van 1891-1904 penningmeester en van 1885-1886 voorzitter. Vanaf 1862 was hij ook lid van de Linnean Society of London, vanaf 1877 van de Royal Society, vanaf 1881 van de Zoological Society of London, vanaf 1888 van de Royal Horticultural Society. Ook was hij bestuurslid van de Ray Society.

## Publicaties
- Monograph of the British species of caddis-flies (1865).
- Monograph of the British Neuroptera-Planipennia (1868).
- Monograph British Psocidae (1866-1867).
- Catalogue of British Neuroptera (1870).
- Monographic revision and synopsis of the Trichoptera of the European fauna (twee delen, 1874 & 1880).

- Bibsys: 99000472
- Stuttgart Database of Scientific Illustrators 1450–1950: 8628
- Gemeinsame Normdatei: 117517712
- International Standard Name Identifier: 0000 0003 8218 6779
- Nederlandse Thesaurus van Auteursnamen: 143906461
- Réseau des bibliothèques de Suisse occidentale: 02-A003546590
- SNAC: w69s4zw9
- Système universitaire de documentation: 199480095
- Museum of New Zealand Te Papa Tongarewa: 66015
- Virtual International Authority File: 264523420
- WorldCat: E39PBJwtqfXDQRQyGJ9Hxp8pyd